# Институт
Институт (од лат. institutum – установа, завод, устројство, начело; од instituere – уредити, основати, поставити) је установа или организација основана са специфичном сврхом. Ове сврхе су најчешће везане за научно истраживање, образовање, стручно усавршавање, или промоцију одређених области као што су уметност и култура. У ширем смислу, термин "институт" може означавати и скуп утврђених правила, начела или обичаја у друштву (нпр. правни институт брака).

## Етимологија
Реч "институт" потиче од латинске речи institutum, која означава уредбу, намеру, обичај, оно што је постављено или утемељено. Сама реч institutum је прошли партицип глагола instituere, састављеног од префикса in- (у) и глагола statuere (поставити, установити, одредити). Значење које се односи на организацију посвећену одређеном раду, посебно научном или књижевном, развило се под утицајем француског језика, где је 1795. године основан Institut national des Sciences et des Arts (Национални институт за науку и уметност).

## Дефиниција и карактеристике
Институт је, у најчешћем смислу, организација са јасно дефинисаним циљевима и структуром, усмерена на обављање одређених делатности. Карактеристике института могу варирати, али обично укључују:
- Специјализованост: Фокус на одређену област знања, истраживања или праксе.
- Стручни кадар: Окупљање стручњака, истраживача, предавача и других професионалаца из дате области.
- Организациона структура: Може бити самостална правна целина или део веће организације (нпр. универзитет, академија наука, државни орган).[1] * Мисија и циљеви: Усмереност ка остваривању одређених научних, образовних, културних или друштвених циљева.

У Србији, према Закону о науци и истраживањима, институт се дефинише као "научноистраживачка организација која обавља научноистраживачку делатност од општег интереса".

## Врсте института
Институти се могу класификовати на основу своје примарне делатности и циљева:
- Научноистраживачки институти: Примарно се баве фундаменталним, примењеним или развојним истраживањима у различитим научним дисциплинама (природне, техничке, друштвене, хуманистичке науке, медицина итд.). Често су део универзитета или академија наука, или функционишу као самосталне организације.
- Образовни институти: Установе које пружају образовање и обуку. Овај термин се може односити на високошколске установе (понекад се факултети или делови универзитета називају институтима), специјализоване школе за одређене професије, или центре за стручно усавршавање.[2]
- Културни и уметнички институти: Организације посвећене очувању, проучавању и промоцији културног наслеђа, уметности и традиције (нпр. музеји, архиви, галерије, институти за заштиту споменика културе, филмски институти).[1]
- Струковни (професионални) институти: Тела која окупљају стручњаке одређене професије, раде на унапређењу струке, постављању стандарда, едукацији чланова и заступању професионалних интереса. Примери укључују институте за стандардизацију, инжењерске или лекарске коморе које могу имати институтску структуру за одређене делатности.
- Владини/државни институти: Оснивају их државни органи ради обављања специфичних задатака од јавног интереса, као што су истраживања за потребе државне управе, јавно здравље, статистика, итд.

## Функције института
Институти обављају различите функције у друштву, у зависности од своје врсте и циљева:
- Стварање и ширење знања: Кроз научна истраживања, студије, анализе и публикације.
- Образовање и обука: Пружање формалног и неформалног образовања, специјалистичких курсева и програма за професионални развој.
- Развој и иновације: Примена научних достигнућа у пракси, развој нових технологија, метода или производа.
- Очување и промоција баштине: Чување, проучавање и представљање културног, уметничког и научног наслеђа.
- Дефинисање стандарда и норми: У одређеним стручним и техничким областима.
- Пружање експертских услуга: Израда анализа, студија изводљивости, вештачења, саветовање.
- Јавно заговарање и информисање: Подизање свести о одређеним питањима, утицај на јавне политике.
- Међународна сарадња: Размена знања и искустава са сродним институцијама у свету.

## Примери
У неким земљама, као што су Јужна Кореја и Јапан, приватне школе се чешће називају институтима, него школама. У Шпанији средње школе се називају и институтима.
Појам институт обухвата широк спектар организација. Неки општи примери типова института укључују:
- Институти у саставу академија наука (нпр. Музиколошки институт САНУ, Историјски институт САНУ)
- Универзитетски истраживачки и образовни институти (који могу бити део факултета или самосталне универзитетске јединице, попут Института за уметничку игру)
- Институт за јавно здравље
- Институти за стандардизацију
- Институти за стране језике или промоцију културе (нпр. Гете институт, Институт Сервантес, Француски институт)
- Специјализовани истраживачки центри (нпр. Институт за нуклеарне науке, Институт за физику)